# شیفته زن‌ها (فیلم ۲۰۰۰)
شیفته زن‌ها (انگلیسی: The Ladies Man) فیلمی است که در سال ۲۰۰۰ منتشر شد.

## بازیگران
- تیم مدوز
- کارین پارسونز
- بیلی دی ویلیامز
- جان ویثرسپون
- لی اوانز
- ویل فرل
- سوفیا میلوس
- یوجین لوی
- دیوید هیوبند
- جولیان مور
- تیفانی تیسون
- کوین مک‌دونالد
- راکی کرول
- تامالا جونز